# 蛟河市
43°43′N 127°20′E / 43.717°N 127.333°E
蛟河市是吉林省吉林市下辖的一个县级市。位于吉林省东部，长白山西麓。市人民政府駐民主路19-2号。

## 沿革
吉林將軍於宣統元年（1909年）閏二月十九日奏請，要求在額穆赫索羅地方設縣。是年閏二月二十四日硃批會議政務處議奏。是年四月十五日（6月2日）批准，設立額穆縣，隸于吉林省東南路道。以敦化縣北境，割吉林府威虎嶺以西到老爺嶺一帶、五常縣東南部、綏芬西部為額穆縣行政區域。宣統二年二月王權實署。中華民國成立後，隸屬於吉林省延吉道。1929年8月，撤消額穆赫索羅佐領，為吉林省直轄縣。
1931年九一八事變後，額穆縣為滿洲國管轄。1934年满洲国（康德元年）11月15日縣公署從額穆索遷往蛟河鎮，1939年（康德六年）10月改名蛟河縣。民國時期和满洲国時期，蛟河縣皆隸于吉林省。
1958年9月，隶属于吉林市。1966年2月，隶属永吉专区。1969年6月，市地合并，隶属吉林市。 1989年8月15日，经国务院批准，撤销县建制，设蛟河市（省直辖、吉林市代管）。

## 人口
根据第七次人口普查数据显示：蛟河市常住人口为32.8925万人，城镇化率为51.17%，常住人口户数为14.5178万户。 2019末2020初全市总人口为417312人，比上年减少4518人。

## 行政区划
蛟河市下辖7个街道办事处、8个镇、1个乡、1个民族乡，中国吉林森林工业集团下属的类似乡级单位白石山林业局位于辖区内：
民主街道、长安街道、河南街道、奶子山街道、新农街道、拉法街道、河北街道、新站镇、天岗镇、白石山镇、漂河镇、黄松甸镇、天北镇、松江镇、庆岭镇、乌林朝鲜族乡、前进乡和白石山林业局。

## 交通
- 珲乌高速 302国道 222国道过境。
- 长珲城际铁路：蛟河西站

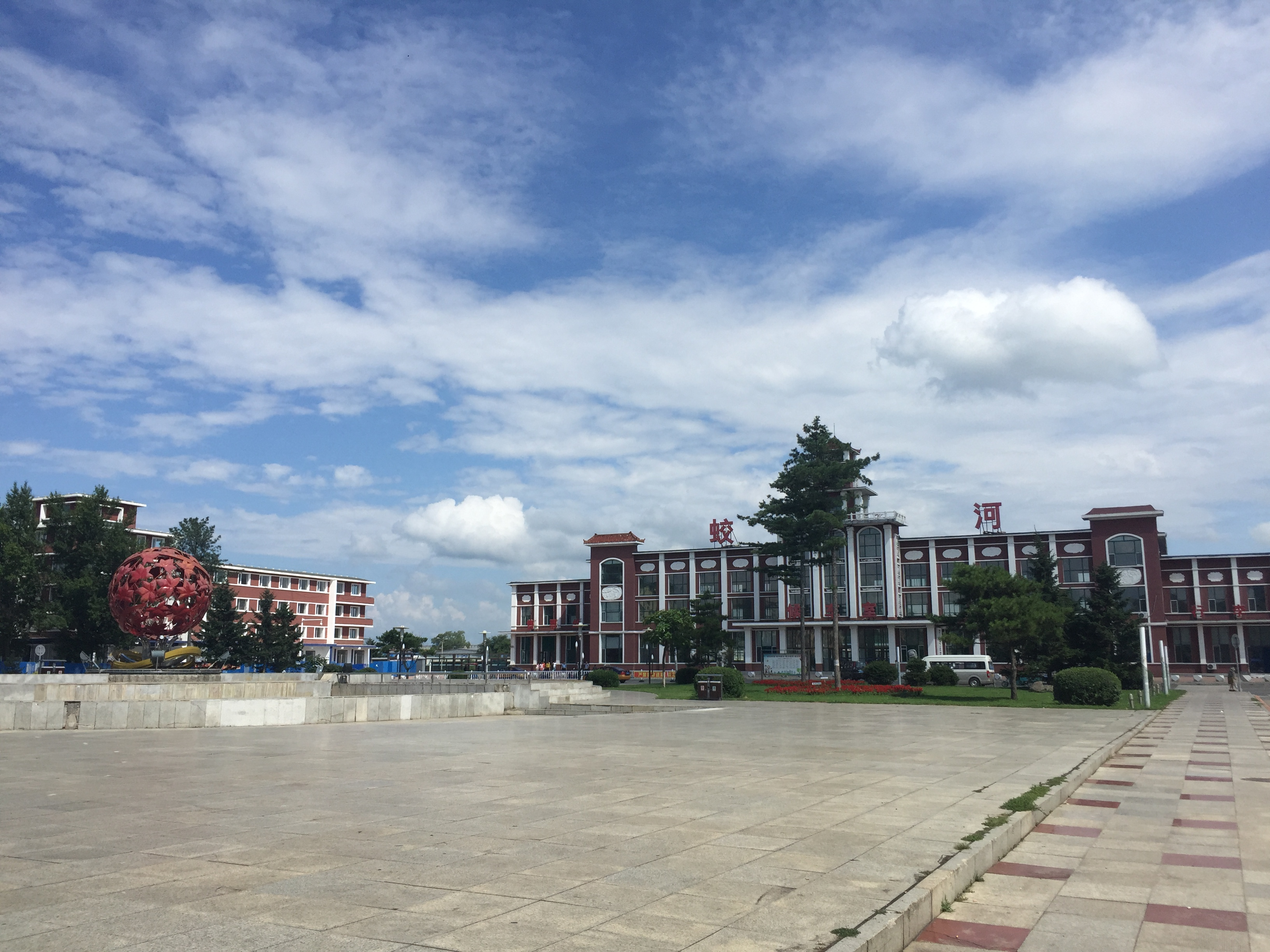
蛟河站

- 长图铁路：天岗站、六道河站、老爷岭站、小姑家站、208线路所、拉法站、蛟河站、苇塘站、白石山站、二道河站、黄松甸站
- 拉滨铁路：新站站、208线路所、拉法站

## 旅游
拉法山国家森林公园座落境内，面积34194公顷，森林覆盖率达84.8%；距蛟河市区11公里；特别是金秋时节的红叶谷，漫山红遍，层林尽染，景色怡人。